# 格蘭維尤 (加利福尼亞州萊克縣)
格倫維尤（英語：Glenview）是位於美國加利福尼亞州萊克縣的一個非建制地區。該地的面積和人口皆未知。

## 地理
格倫維尤的座標為38°54′00″N 122°45′33″W / 38.90000°N 122.75917°W，而該地的平均海拔高度為751米（即2464英尺）。